# Mycroft & Moran
Mycroft & Moran est une branche de la maison d'édition Arkham House, créée à Sauk City dans le Wisconsin en 1945. Mycroft & Moran ont pour vocation de publier des romans policiers étranges (weird fiction) ainsi que les pastiches des histoires de Sherlock Holmes écrits par August Derleth. Arkham supprime Mycroft en 1982 mais autorise plus tard son exploitation par une petite maison d'édition canadienne.

## Nom et colophon

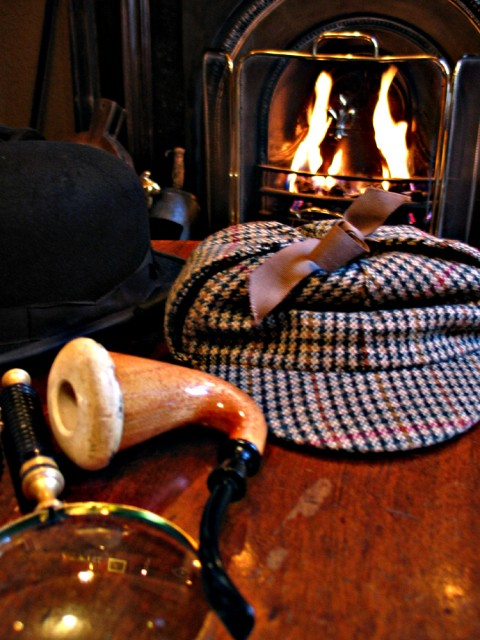
Chapeau (deerstalker), loupe et pipe « officiels » de Sherlock Holmes.

Le nom de Mycroft & Moran s'inspire de celui de deux personnages des histoires de Sherlock Holmes. Mycroft est le nom du frère de Sherlock Holmes, Mycroft Holmes et Moran est une référence au colonel Sebastian Moran, « le second homme le plus dangereux de Londres ». Le colophon est un deerstalker dessiné par Ronald Clyne.

## Mycroft & Moran aujourd'hui
Après la publication de The Solar Pons Omnibus en 1982, Arkham House décide de supprimer sa filiale. En fait, ce dernier ouvrage est officiellement un livre Arkham House ; la référence à Mycroft & Moran n'étant présente que sur la page de garde. Plus tard, Mycroft & Moran est cédé à George Vanderburgh de Shelbourne, en Ontario, au Canada, qui lui redonne vie en 1998 avec la publication de The Final Adventures of Solar Pons.

## Travaux publiés par Mycroft & Moran
- 1945 – « In Re: Sherlock Holmes » – The Adventures of Solar Pons (au Royaume-Uni : The Adventures of Solar Pons), de August Derleth
- 1947 – Carnacki, the Ghost-Finder, de William Hope Hodgson
- 1951 – The Memoirs of Solar Pons, de August Derleth
- 1952 – Three Problems for Solar Pons, de August Derleth
- 1958 – The Return of Solar Pons, de August Derleth
- 1961 – The Reminiscences of Solar Pons, de August Derleth
- 1965 – The Casebook of Solar Pons, de August Derleth
- 1966 – The Phantom-Fighter, de Seabury Quinn
- 1968 – A Praed Street Dossier, de August Derleth
- 1968 – The Exploits of Chevalier Dupin, de Michael Harrison
- 1968 – Wisconsin Murders, de August Derleth
- 1968 – The Adventure of the Unique Dickensians, de August Derleth
- 1968 – Mr. Fairlies's Final Journey, de August Derleth
- 1969 – Number Seven, Queer Street, de Margery Lawrence
- 1973 – The Chronicles of Solar Pons, de August Derleth
- 1977 – Prince Zaleski and Cummings King Monk, de M. P. Shiel
- 1982 – The Solar Pons Omnibus, de August Derleth
- 1998 – The Final Adventures of Solar Pons, de August Derleth
- 1998 – In Lovecraft's Shadow, de August Derleth
- 2000 – The Original Text Solar Pons Omnibus Édition, de August Derleth